# Ateliotum confusum
Ateliotum confusum är en fjärilsart som beskrevs av Petersen 1966. Ateliotum confusum ingår i släktet Ateliotum och familjen äkta malar.
Artens utbredningsområde är Iran. Inga underarter finns listade i Catalogue of Life.